# هنري إس. نيل
هنري إس. نيل (بالإنجليزية: Henry S. Neal)‏ هو دبلوماسي ومحامي وسياسي أمريكي، ولد في 25 أغسطس 1828 بغاليبوليس في الولايات المتحدة، وتوفي في 13 يوليو 1906 في نفس البلد. حزبياً، نشط في الحزب الجمهوري. وقد انتخب عضو مجلس النواب الأمريكي.